# 須田實
須田 實（すだ みのる、1880年（明治13年）10月30日 - 没年不詳）は、日本の陸軍軍人。最終階級は陸軍少将。

## 経歴
秋田県出身。秋田尋常中学校を経て、1898年（明治31年）9月、士官候補生（12期）として陸軍に入る。1900年（明治33年）11月、陸軍士官学校を卒業し、翌年6月に陸軍歩兵少尉任官。1911年（明治44年）11月、陸軍大学校（23期）を卒業。
佐賀連隊区司令官、歩兵第55連隊長、第16師団参謀長等を経て、1927年（昭和2年）3月、陸軍少将に進む。同年7月、歩兵第3旅団長に就任し、1928年（昭和3年）8月、予備役に編入された。
1947年（昭和22年）11月28日、公職追放仮指定を受けた。

## 栄典
- 1901年（明治34年）10月10日 - 正八位[2]
- 1910年（明治43年）9月30日 - 従六位[3]